# Бьенвиль (озеро)
Бьенвиль (фр. Lac Bienville) — озеро в провинции Квебек в Канаде. Расположено в слабо заселённой северо-западной части провинции. Одно из больших озёр Канады — площадь водной поверхности 1045 км², общая площадь — 1249 км², четвёртое по величине озеро в провинции Квебек. Высота над уровнем моря — 426 м. Ледостав с ноября по июнь. Длина береговой линии составляет 774,1 км. Озеро имеет множество островов. Питание от небольших рек и озёр, сток из озера на запад по реке Гранд-Бален в Гудзонов залив.
Озеро названо Д’Ибервилем в честь своего младшего брата Жана-Батиста Ле Муана де Бьенвиля, совершившего в 1697 и 1698 годах ряд удачных набегов на английские пушные фактории.